# Корнијон сир л'Ул
Корнијон сир л'Ул (фр. Cornillon-sur-l'Oule) је насељено место у Француској у региону Рона-Алпи, у департману Дром.
По подацима из 2011. године у општини је живело 76 становника, а густина насељености је износила 5,22 становника/km².

## Демографија
| 1962. | 1968. | 1975. | 1982. | 1990. | 2011. |
| ----- | ----- | ----- | ----- | ----- | ----- |
| 96    | 86    | 80    | 75    | 68    | 76    |